# Xylaria lepidota
Xylaria lepidota är en svampart som beskrevs av Y.M. Ju, H.M. Hsieh, Lar.N. Vassiljeva & Akulov 2009. Xylaria lepidota ingår i släktet Xylaria och familjen kolkärnsvampar.   Inga underarter finns listade i Catalogue of Life.